# オスマン・マムルーク戦争 (1516年-1517年)
1516年から1517年のオスマン・マムルーク戦争 は、エジプトを本拠とするマムルーク朝とオスマン帝国の間の2番目の大規模な戦争であり、マムルーク朝が滅亡し、オスマン帝国は東地中海沿岸一帯、エジプト、および紅海東岸を征服した 。    
戦争の結果、オスマン帝国は、主にアナトリアやバルカン半島のようなイスラム世界の周縁に位置する国から、メッカ、カイロ、ダマスカス、アレッポといった都市を含む、イスラム史の初期から重要だった土地の多くを包含する巨大な帝国に変わった。 
この拡大にもかかわらず、帝国の政治権力の中枢はイスタンブールから動かなかった 。

## 戦争の背景
オスマン帝国とマムルーク朝の関係は、1453年のコンスタンティノープル陥落以来、対立的な物だった。両国は香辛料貿易の支配を求めて争い、オスマン帝国は最終的にイスラム教の聖地であるメッカ、メディナ、エルサレムの支配権を握ろうと熱望していた 。    
以前の紛争（オスマン・マムルーク戦争 (1485年-1491年)）は、膠着状態に陥って和平が結ばれていた。   
1516年の場合、オスマン帝国は他方面の懸念から解放されていた。スルタンセリム1世は1514年のチャルディラーンの戦いでサファヴィー朝(イラン)を撃破したばかりであり、マムルーク相手に全力を投じることが出来た。シャーム地方とエジプトを支配する彼らを倒すことは、オスマン帝国による中東支配を完成させるために必要だった。

## 作戦行動

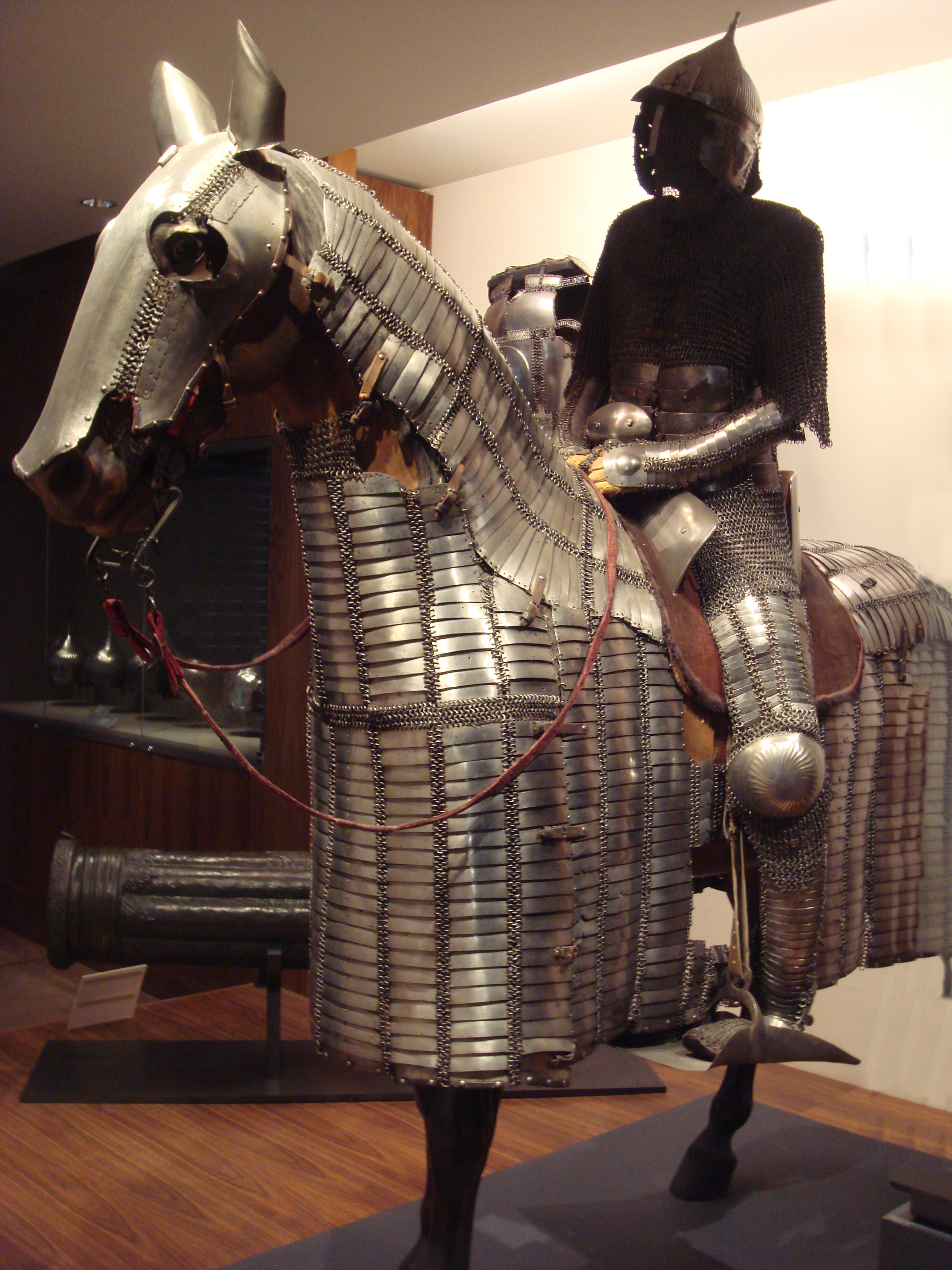
マムルーク重騎兵 、1550年頃。 フランス軍事博物館。

戦争ではいくつかの会戦が行われた。マムルーク軍はかなり伝統的で、主に弓矢を使う騎兵隊で構成されていた。オスマン帝国軍、特にイェニチェリは小銃を装備した当時の最先端だった。
マムルークはその伝統に誇りを持ち、銃器の使用をないがしろにする傾向があった  。

### レバントでの作戦（1516年）
オスマン帝国は最初にアナトリア半島南東部のディヤルバクルの町を占領した 。  
マルジュ・ダービクの戦い（8月24日）は決定的であり、マムルーク朝のスルタンアシュラフ・カーンスーフ・ガウリーが殺された。  
オスマン帝国軍はおそらくマムルーク軍を3対1で圧倒した 。シリアはこの1回の戦いでオスマン帝国の支配下に置かれた 。 
ハーンユーニスの戦いはガザの近くのハーン・ユーニスで10月28日に発生し、再びマムルークが敗北した。   

### エジプトでの作戦（1517年）

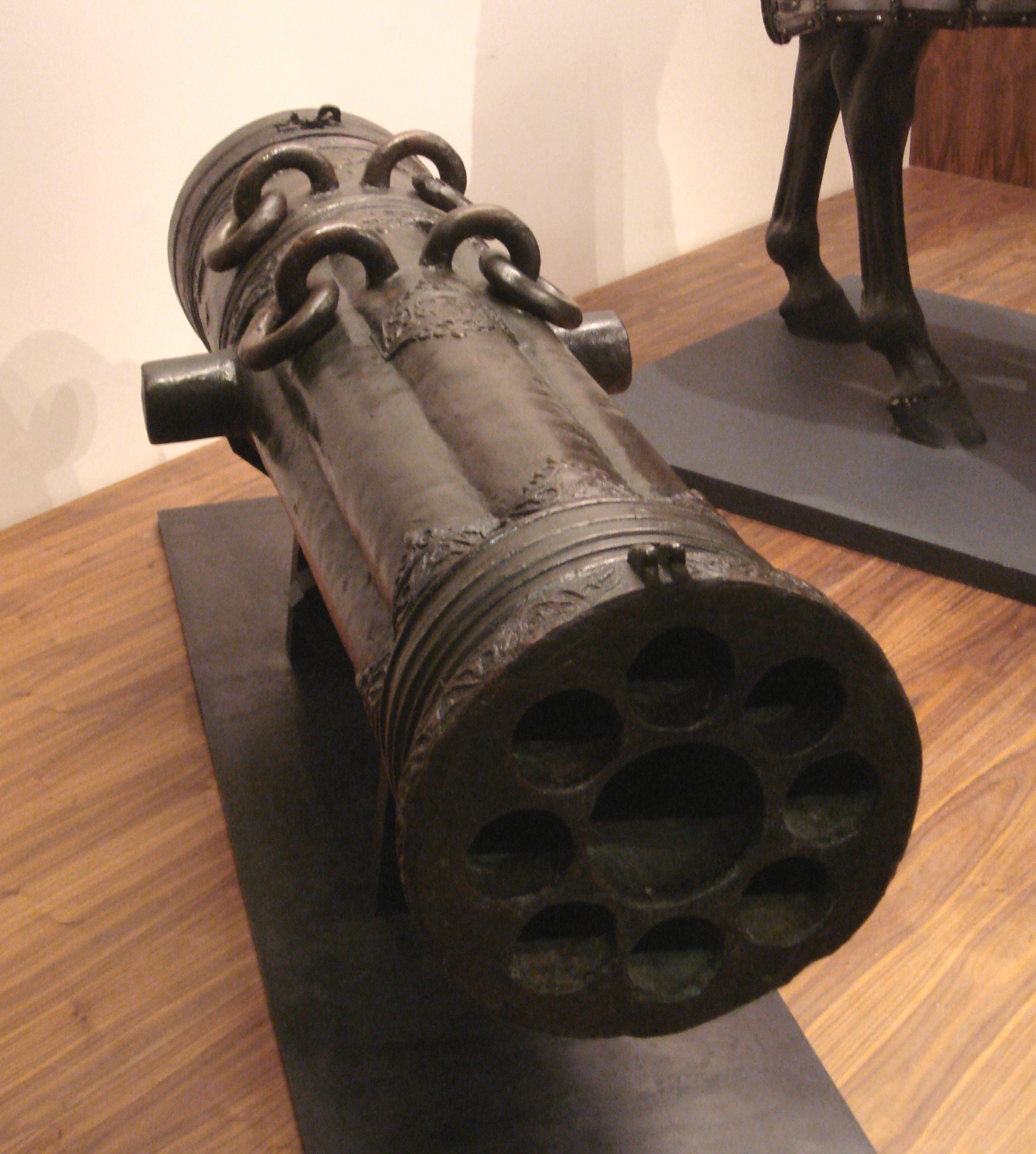
9銃身式のオスマン帝国軍の連射砲 、16世紀初頭

マムルーク朝スルタンとしてのガウリーの後継者、 アシュラフ・トゥーマーンバーイは社会の様々な階層やベドウィンから兵士を必死に徴募し、さらにある程度の量の大砲と火器を彼の軍隊に装備させようとした。しかし、土壇場のことであり、できることは限られていた  。  
最後に、カイロの玄関口で、オスマン帝国の司令官ハディム・シナン・パシャが命を落としたリダニヤの戦い（1月24日）が起きた 。  
この戦いでは、セリム1世とトゥーマーンバーイが直接対峙した。オスマン軍はマムルーク軍の後方から攻撃を仕掛けたため、トゥーマーンバーイによって配備された銃器と大砲（旧式なため、重く大きく戦場での方向転換が難しい）はほとんど役に立たなかった。 
この作戦は、約100隻の船からなるオスマン艦隊によって支援され、南進する軍はそこから補給を受けられた 。
数日後、オスマン帝国はカイロを占領して略奪し 、カリフのムタワッキル3世を捕らえた  。トゥマンベイはギザにて部隊を再編成したが、そこで最終的に捕らえられ、カイロの門に絞首刑にされた  。
その結果、 メッカの太守（シャリフ）もオスマン帝国に従い、聖地メッカとメディナもオスマン帝国の支配下に入った  。オスマン帝国の勢力は紅海南部まで拡大したが、イエメンの支配は部分的かつ飛び飛びであった 。 

## 結果

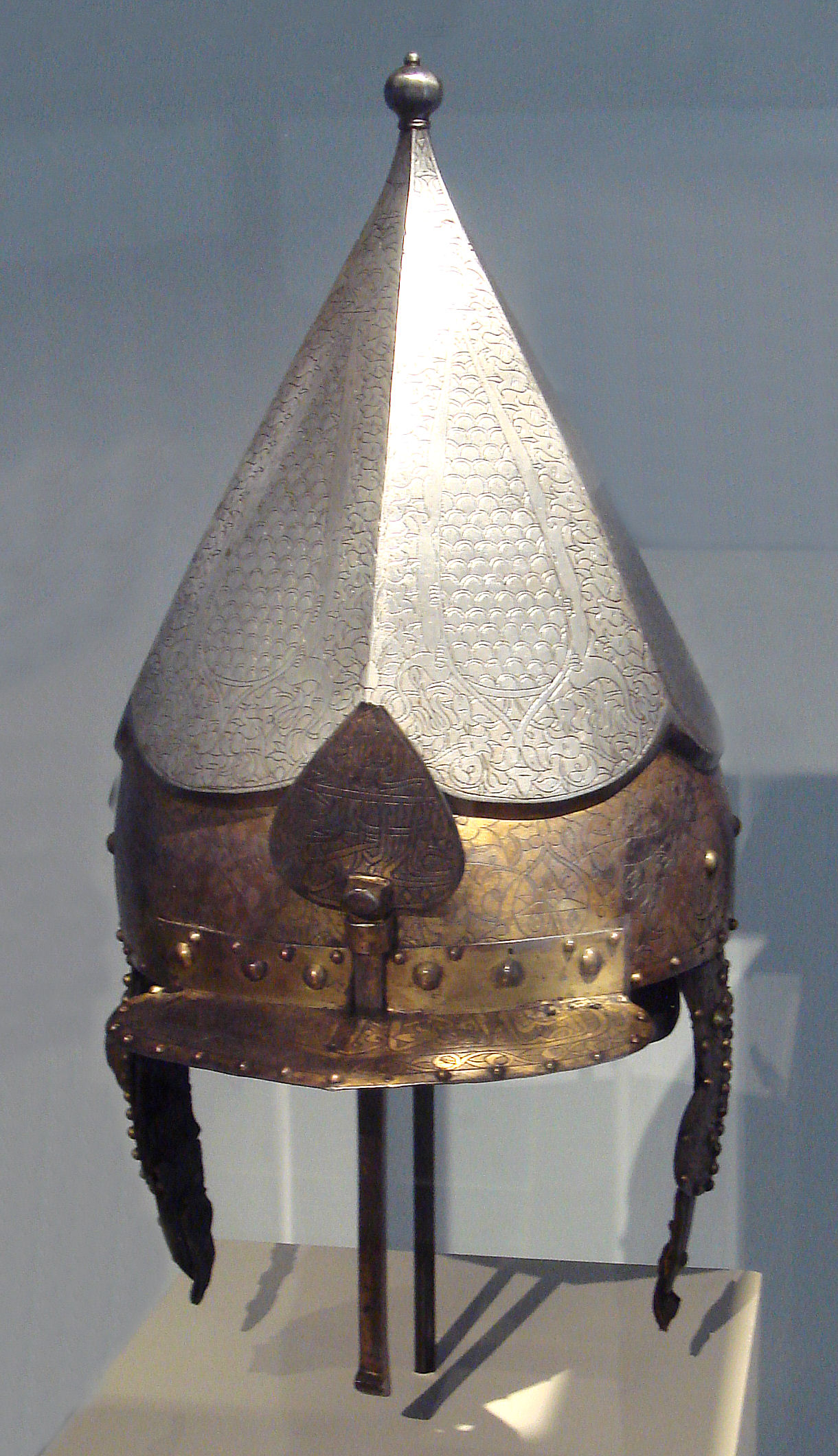
オスマン帝国の兜、 ハギア・イレーネ兵器廠の刻印入り 、 イスタンブール 、1520年頃、 フランス軍事博物館

マムルークの文化と社会組織は地域レベルで存続し、マムルークの「奴隷」兵士の雇用と教育は続いたが、エジプトの統治者はオスマン帝国の軍事力に守られたオスマン帝国の総督になった  。
マムルーク朝の陥落により、 ポルトガルとマムルーク朝の海軍同士の戦争は事実上終結したが、オスマン帝国は、インド洋におけるポルトガルの拡大を阻止せんとする努力も引き継いだ。   
マムルーク朝の征服はまた、 アフリカ各地をオスマン帝国に開放した。16世紀、オスマン帝国の権力はカイロのさらに西の北アフリカの沿岸に広がった。海賊のハイレディン・バルバロッサはアルジェリアに基地を設立し、後に1534年にチュニス征服を果たした。
カイロで囚われたムタワッキル3世はコンスタンティノープルに連れて行かれ、軟禁されて後継者を決めることを許されないまま1543年に没し、アッバース朝は完全に滅亡した。後年になり、彼がセリムの後継者であるスレイマン1世にカリフ位を譲渡した事にされた  。これにより、スルタン＝カリフ制が確立され、宗教的権威はカイロからオスマン帝国の玉座へと移ったとされた 。   